# Colchicum ritchii
Colchicum ritchii là một loài thực vật có hoa trong họ Colchicaceae. Loài này được R.Br. miêu tả khoa học đầu tiên năm 1826.